# Грб Мркоњић Града
Грб Мркоњић Града је званични грб српске општине Мркоњић Град, усвојен 30. јуна 2005. године.
Овај симбол општине има шпицаст облик као средњовјековни грбови, али његов садржај подсјећа на амблеме из комунистичког времена.

## Опис грба
Грб општине је у облику штита димензија 35х50 cm који се у доњем дијелу завршава благим шиљком а у горњем благим полукругом. Штит је подијељен на четири квадрата, односно поља сребрним крстом, у доњем десном углу штита налазе се двије сребрне траке хоризонтално спојене са краком крста које симболишу два потока која се улијевају у Црну Ријеку.
Дио точка са три зупчаника симболизује развој индустрије и занатства. У доњем лијевом углу налази се круг у чијој се унутрашњости налази шестолисни цвијет као фигуративни елемент на народној ношњи и на предметима кућне радиности. У горњем дијелу штита на лијевој страна налази се круна династије Карађорђевић и краља Петра I Карађорђевића, по којем је 1925. године Мркоњић Град добио име, а у горњем десном дијелу штита налази се тробрдо које симболизује брдско-планинско подручје у чијем подножју се симболизују природна језера Балкана Мркоњић-Град.
Боје грба су одређене према приједлогу ликовног рјешења које чини саставни дио статута општине.